# Fosfol
Fosfol je organická sloučenina se vzorcem C4H4PH, fosforový analog pyrrolu. Deriváty tohoto heterocyklu se také označují jako fosfoly; jsou předměty teoretického výzkumu, ale slouží i jako ligandy v komplexech přechodných kovů a na přípravu složitějších organofosforových sloučenin.
Jsou také známy obdobné heterocykly obsahující více atomů fosforu, trifosfol, C2H3P3, obsahuje 3 fosfory a pentafosfol, P5H, jich má v molekule 5.

## Struktura
Na rozdíl od obdobných pětičlenných heterocyklických sloučenin pyrrolu, thiofenu a furanu je aromaticita fosfolu omezená, protože u něj nedochází k delokalizaci volného elektronového páru. Tento jev se projevuje pyramidalizací molekuly, kdy je její rovinný tvar vychýlen směrem k tetraedrickému. Nearomatičnost také ovlivňuje reaktivitu fosfolů.
Fosfoly vstupují do jiných cykloadičních reakcí a mají také odlišné koordinační vlastnosti.

## Příprava
Základní molekula fosfolu byla poprvé připravena v roce 1983, a to protonací fosfolidu lithného za nízké teploty. Pentafenylfosfol byl popsán již roku 1953.
Fosfoly lze připravit například McCormackovou reakcí, spočívající v adici 1,3-dienu na chlorid fosforitý, za vzniku RPCl2, a následnou dehydrohalogenací. Fenylfosfoly mohou být vytvořeny reakcemi zirkonacyklopentadienů s dichlorfenylfosfinem (PhPCl2).

## Reakce
Vlastnosti sekundárních fosfolů, tedy těch, které obsahují vazbu P-H, určují hlavně navázané skupiny. Samotný fosfol se snadno přeměňuje přesunem H z P na uhlík v poloze 2 a následnou dimerizací.
Většina připravovaných fosfolů patří mezi terciární, na atom fosforu se nejčastěji navazují methylové a fenylové skupiny. Nearomaticita těchto fosfolů má vliv na jejich reaktivitu (která se ovšem netýká vazby P-C). Mohou se například účastnit Dielsových–Alderových reakcí s elektrofilními alkyny. Atomy fosforu jsou zde zásadité a mohou sloužit jako ligandy.
2,5-difenylfosfoly lze funkcionalizovat deprotonací následovanou P-acylací; vytváří se přitom rovnováha mezi 1H, 2H a 3H fosfolidy vedoucí k 1:3 posunu acylu.
Fosfoly je také možné přeměnit na β-funkcionalizované fosfabenzeny (fosforiny) pomocí imidoylchloridů a inserčních reakcí.